# 애나 토브
애나 토브(영어: Anna Torv, 1978년 4월 15일 ~ )는 오스트레일리아의 배우로, 미국 FOX의 드라마 《프린지》에서 FBI 요원 올리비아 던햄 역으로 출연했다.

## 가족
빅토리아주 멜버른에서 수전 토브(Susan Torv, 결혼 이전의 성은 카마이클(Carmichael))와 에스토니아계 오스트레일리아인이었던 한스 토브(Hans Torv) 사이에서 태어났고, 골드코스트에서 자랐다. 애나에게는 남동생 딜런(Dylan)이 있으며, 아버지와는 8살 이후로 소원한 관계다. 애나의 고모는 억만장자 미디어 재벌가 루퍼트 머독의 아내이자, 작가로도 활동하고 있는 애나 마리아 토브 머독 맨이다. 애나는 2008년 12월에 《프린지》에서 같이 연기한 마크 밸리와 비밀리에 결혼하였지만,결혼한지 1년 뒤 헤어진 것으로 밝혀졌다.

## 학력
1996년 베노워 주립 고등학교를 졸업한 뒤 2001년 오스트레일리아 국립 연극 예술 학교 (NIDA)에서 공연 예술 학위를 취득했다.

## 경력
BBC 드라마 《미스트리스》에 출연했다. 또한 비디오게임 《헤븐리 소드》에서 나리코의 성우 배역을 맡고 동 캐릭터의 얼굴 모델로 출연하였다. 2008년부터 2013년까지 미국 FOX 방송에서 방영된 드라마 《프린지》에서는 FBI 에이전트 올리비아 던햄 역을 맡았다.
2009년 새턴 어워드에서 동 작품으로 최우수 여배우 부문에 후보로 올랐으며, 2009년에는 오스트레일리안스 인 필름이 주최한 신인상을 수상하기도 했다. 또한 HBO에서 제작한 미니시리즈 《퍼시픽》5화에 단역으로 출연했다.

## 출연작
| 연도          | 작품                        | 배역            | 매체      |
| 2017년~       | 마인드헌터                  | 웬디 카         | TV 드라마 |
| ------------- | --------------------------- | --------------- | --------- |
| 2008년~2013년 | 《프린지》                  | 올리비아 던햄   | TV 드라마 |
| 2010년        | 《퍼시픽》                  | 단역            | TV 드라마 |
| 2008년        | 《미스트리스》              | 알렉스(시즌 1)  | TV 드라마 |
| 2007년        | 《프랑켄슈타인》            | ITU 소속 간호사 | 영화      |
| 2007년        | 《헤븐리 소드》             | 나리코          | 게임      |
| 2006년        | 《북 오브 레버레이션》      | 브리짓/거트루드 | 영화      |
| 2004~05년     | 《시크릿 라이프 오브 어스》 | 니키 마텔       | TV 드라마 |
| 2004년        | 《맥리오즈 도터스》         | 재스민 맥리오드 | TV 드라마 |
| 2003년        | 《트래블링 라이트》         | 디브라 폴러     | 영화      |
| 2002년        | 《영 라이언스》             | 이레나 레도프   | TV 드라마 |
| 2002년        | 《화이트 컬러 블루》        | 이웃            | TV 드라마 |
| 2023년        | <라스트오브어스>            | 테스            | TV드라마  |
| 2025년        | 《더 뉴스리더》 시즌 3      |                 | TV 드라마 |